# Qatar Total Open 2021
Qatar Total Open 2021 là một giải quần vợt nữ chuyên nghiệp, diễn ra ở Doha, Qatar từ ngày 1 đến ngày 6 tháng 3 năm 2021. Giải đấu thi đấu trên mặt sân cứng tại International Tennis and Squash Complex, và là một phần của WTA 500 trong WTA Tour 2021. Thường diễn ra vào tháng 2, một đến hai tuần sau Giải quần vợt Úc Mở rộng, giải đấu diễn ra vào tháng 3 năm nay vì Giải quần vợt Úc Mở rộng bắt đầu muộn hơn 3 tuần do đại dịch Covid-19.

## Điểm và tiền thưởng

### Phân phối điểm
| Sự kiện | VĐ  | CK  | BK  | TK  | Vòng 1/16 | Vòng 1/32 | Q  | Q3 | Q2 | Q1 |
| Đơn     | 470 | 305 | 185 | 100 | 55        | 1         | 25 | 18 | 13 | 1  |
| Đôi     | 470 | 305 | 185 | 100 | 1         | —         | —  | —  | —  | —  |

### Tiền thưởng
| Sự kiện | VĐ      | CK      | BK      | TK      | Vòng 1/16 | Vòng 1/321 | Q3     | Q2     | Q1     |
| Đơn     | $68,570 | $51,000 | $32,400 | $15,500 | $8,200    | $6,650     | $3,295 | $2,350 | $1,800 |
| Đôi*    | $25,230 | $17,750 | $10,000 | $5,500  | $3,500    | —          | —      | —      | —      |

1Tiền thưởng vượt qua vòng loại cũng là tiền thưởng vòng 1/32.

*mỗi đội

## Nội dung đơn

### Hạt giống
| Quốc gia | Tay vợt           | Xếp hạng1 | Hạt giống |
| -------- | ----------------- | --------- | --------- |
| UKR      | Elina Svitolina   | 5         | 1         |
| CZE      | Karolína Plíšková | 6         | 2         |
| BLR      | Aryna Sabalenka   | 8         | 3         |
| CZE      | Petra Kvitová     | 10        | 4         |
| NED      | Kiki Bertens      | 11        | 5         |
| SUI      | Belinda Bencic    | 12        | 6         |
| USA      | Jennifer Brady    | 13        | 7         |
| BLR      | Victoria Azarenka | 14        | 8         |

- 1 Bảng xếp hạng vào ngày 22 tháng 2 năm 2021.

### Vận động viên khác
Đặc cách:
- Victoria Azarenka
- Çağla Büyükakçay
- Jeļena Ostapenko
- Mayar Sherif

Bảo toàn thứ hạng:
- Zheng Saisai

Vượt qua vòng loại:
- Anna Blinkova
- Jessica Pegula
- Kristýna Plíšková
- Laura Siegemund

Thua cuộc may mắn:
- Misaki Doi

### Rút lui
Trước giải đấu
- Bianca Andreescu → thay thế bởi  Ons Jabeur
- Amanda Anisimova → thay thế bởi  Misaki Doi
- Ashleigh Barty → thay thế bởi  Wang Qiang
- Simona Halep → thay thế bởi  Amanda Anisimova
- Sofia Kenin → thay thế bởi  Anastasia Pavlyuchenkova
- Iga Świątek → thay thế bởi  Svetlana Kuznetsova
- Markéta Vondroušová → thay thế bởi  Zheng Saisai

Trong giải đấu
- Victoria Azarenka

## Nội dung đôi

### Hạt giống
| Quốc gia | Tay vợt            | Quốc gia | Tay vợt            | Xếp hạng1 | Hạt giống |
| -------- | ------------------ | -------- | ------------------ | --------- | --------- |
| CZE      | Barbora Krejčíková | CZE      | Kateřina Siniaková | 15        | 1         |
| USA      | Nicole Melichar    | NED      | Demi Schuurs       | 23        | 2         |
| JPN      | Shuko Aoyama       | JPN      | Ena Shibahara      | 29        | 3         |
| RUS      | Anna Blinkova      | CAN      | Gabriela Dabrowski | 59        | 4         |

- Bảng xếp hạng vào ngày 22 tháng 2 năm 2021.

### Vận động viên khác
Đặc cách:
- Çağla Büyükakçay /  Anastasia Pavlyuchenkova
- Laura Siegemund /  Elena Vesnina

Bảo toàn thứ hạng:
- Andreja Klepač /  Sania Mirza

Thay thế:
- Akgul Amanmuradova /  Liang En-shuo

### Rút lui
Trước giải đấu
- Hayley Carter /  Luisa Stefani → thay thế bởi  Akgul Amanmuradova /  Liang En-shuo
- Xu Yifan /  Yang Zhaoxuan → thay thế bởi  Elena Rybakina /  Yaroslava Shvedova
- Zhang Shuai /  Zheng Saisai → thay thế bởi  Zheng Saisai /  Zhu Lin

## Nhà vô địch

### Đơn
- Petra Kvitová đánh bại  Garbiñe Muguruza, 6–2, 6–1.

### Đôi
- Nicole Melichar /  Demi Schuurs đánh bại  Monica Niculescu /  Jeļena Ostapenko, 6–2, 2–6, [10–8]